# Nick Harvey
Pour les articles homonymes, voir Harvey.
Nicholas Barton Harvey (né le 3 août 1961) est un homme politique libéral démocrate britannique. Il est député du North Devon de 1992 à 2015 et ministre d'État aux Forces armées de 2010 à 2012.

## Jeunesse et début de carrière
Nick Harvey est né à Chandler's Ford, Hampshire et fait ses études au Queen's College, une école indépendante dans la ville du comté de Taunton dans le Somerset. Il fréquente ensuite la Middlesex Polytechnic à Enfield où il obtient un BA en études commerciales en 1983. Il est également président du syndicat étudiant de 1981 à 1982.
Il rejoint Profil PR Ltd en 1984 en tant que directeur des communications et du marketing, avant d'être nommé par la société de relations publiques Dewe Rogerson (maintenant connue sous le nom de Citigate Dewe Rogerson ) en tant que directeur du marketing en 1986. Il travaille comme consultant en communication de 1991 jusqu'à son élection au Parlement.

## Carrière parlementaire
Il est élu vice-président de l'Union des étudiants libéraux pour un an en 1981. Il se présente sans succès pour le siège d'Enfield Southgate dans le quartier londonien d'Enfield aux élections générales de 1987. Il termine à la deuxième place avec 18 345 voix derrière le whip du gouvernement Michael Portillo. Il est élu à la Chambre des communes pour le North Devon lors des élections générales de 1992 en battant le député conservateur Tony Speller qui avait mis fin à la carrière parlementaire de l'ancien chef libéral Jeremy Thorpe au même siège aux élections générales de 1979. Harvey remporte le siège avec une majorité de 794 voix seulement, mais y est resté député jusqu'en 2015. Il prononce son premier discours le 11 mai 1992 .
Il est nommé porte-parole des transports en 1992 par Paddy Ashdown, avant d'être déplacé au commerce et à l'industrie en 1994. Il devient le porte-parole des affaires constitutionnelles après les élections générales de 1997. Il est membre de l' équipe de la banquette avant sous Charles Kennedy en 1999 lorsqu'il devient le porte-parole du parti pour la santé. Après les élections générales de 2001, il est le porte-parole des libéraux démocrates pour la culture, les médias et le sport jusqu'à ce qu'il se retire en 2003 pour passer plus de temps avec sa jeune famille. Il est membre à la fois du comité restreint des affaires intérieures et du comité des normes et privilèges depuis les élections générales de 2005. Il est le vice-président du groupe multipartite sur la bière. Jusqu'en 2009, Nick Harvey, en plus de sa carrière de député, consacre du temps à conseiller une agence de relations publiques commerciales, Harrison Cowley, pour laquelle il déclare un revenu annuel pouvant atteindre 10 000 £.
Après les élections générales de 2010, au sein de la coalition libéral-démocrate-conservateur, il est nommé ministre des Forces armées. Après le remaniement de septembre 2012, il est fait chevalier en tant que Knight Bachelor .
Il est également membre du Public Bill Committee for the Defence Reform Act 2014 .
Il perd son siège aux élections générales de 2015 par 6 936 voix. Il se représente sans succès lors des élections générales de 2017, augmentant son vote de 8,6%, mais perdant de 4332 voix.
Il est le seul député libéral démocrate à voter contre le traité de Maastricht en 1992 et critique le chef libéral démocrate Charles Kennedy, ayant remis en question sa «direction politique» et ses «compétences en leadership» . Il est revenu sur le banc avant en tant que porte-parole de la Défense sous le successeur de Kennedy, Sir Menzies Campbell. Il vote contre la Guerre d'Irak et appelle à plusieurs reprises au retrait des troupes selon un calendrier échelonné. Il vote également contre la décision du gouvernement de renouveler la dissuasion nucléaire britannique, Trident.

## Carrière en entreprise
Après avoir quitté le Parlement, il est président des administrateurs du Joseph Rowntree Reform Trust et travaille pour Global Partners, où il est conseiller pour l'Égypte et la Jordanie .
En août 2017, il est nommé directeur général par intérim des libéraux démocrates, à la suite de la démission de Tim Gordon  et est nommé directeur général permanent le 28 novembre 2018 . Il démissionne deux ans plus tard .

## Vie privée
Harvey épouse Kate Harvey en mai 2003 dans le nord du Devon. Ils ont une fille née en 2002 et un fils né en 2004 .